# У пастці часу
«У пастці часу» (англ. Timeline) — американський фантастичний пригодницький бойовик 2003 року режисера Річарда Доннера, заснований на однойменному романі Майкла Крайтона. Команда сучасних археологів вирушає назад у часі, щоб врятувати свого професора з середньовічної Франції в середині битви. Головні ролі виконували: Пол Вокер, Френсіс О'Коннор, Джерард Батлер, Біллі Конноллі, Девід Тьюліс та Анна Фріл.
Джеррі Голдсміт написав музику до фільму, яка була останньою до його смерті у 2004 р., саундтрек замінили на новий, авторства Браяна Тайлера.

## Сюжет
В Аризоні виявляють людину з дикими очима і в середньовічному одязі, який раптово з'явився посеред автомагістралі незрозуміло звідки, причому був весь поранений стрілами. Його доставили в лікарню, де він і помер. Розтин показав, що з його організмом не все в порядку. За словами лікаря: «Таке відчуття, що хлопця спочатку розібрали на молекули, а потім зібрали, але досить невдало. Склеїли не в тому порядку, хоча помер хлопець насправді від проникаючих поранень». На шиї жертви виявлений медальйон з логотипом ITC Corp.
Інцидент привертає увагу поліції — загадкове вбивство, дивні втручання в організм людини. Але в лікарні з'являється суворий представник фірми ITC Френк Гордон, який пред'являє посвідчення ITC і забирає дивний труп. Поліція і медперсонал спантеличено дивляться йому вслід, не в змозі нічого протиставити авторитету могутньої корпорації.
Приблизно в цей же час в Європі група американських дослідників під керівництвом археолога професора Джонстона проводить розкопки в околицях замку Каслгард, де в XIV столітті пройшла кровопролитна битва в ході Столітньої війни між французами та англійцями. Французи тоді перемогли, хоча перевага в силах і озброєнні була на боці англійців. Професор зі своїми археологами намагається з'ясувати, як французи примудрилися перемогти в настільки безнадійній ситуації.
Раптом у якийсь момент професор зникає. Виявляється, що він поїхав на фірму ITC, але не повернувся. В той самий час син Джонстона, Кріс, разом з подружкою Кейт виявляє в руїнах замку стародавні артефакти. Також їм на очі потрапляє стародавній манускрипт, на якому рукою професора написано про те, що він знаходиться в XIV столітті. Поверхневий атомарний аналіз доводить, що манускрипту і гелевим чорнилам — кілька сотень років.
Керівництво ITC змушене роз'яснити ситуацію. Виявляється, в процесі розробки пристрою для переміщення вантажу з пункту А в пункт Б на ITC випадково винайшли машину часу, яка дійсно переміщує мандрівників з пункту А, але в пункт Б, віддалений від Аризони не тільки в просторі, але і в часі — в район замку Каслгард. ITC відправила туди професора, щоб він розібрався з ситуацією, але професор не повернувся. Крім нього не повернулося ще кілька людей.
ITC пропонує чотирьом молодим археологам вирушити туди у супроводі двох морпіхів. Археологи погоджуються, адже їх професор в небезпеці. Група одягається в середньовічні костюми і потрапляє в XIV століття — в саму гущу боїв між французами і англійцями, приймаючи сторону французів. Майже відразу трапляється непередбачене: налетівши на англійців, відбувається сутичка, двоє морпіхів гинуть. Група намагається сховатися, а один з морпіхів, як виявилося, «підстрахувався» гранатою. Смертельно поранений, він встигає активувати медальйон, який переносить його в наш час, і граната вибухає прямо в транспортній кабіні машини часу. Тепер у мандрівників є кілька годин, щоб повернутися з професором назад, а у працівників компанії — стільки ж часу, щоб полагодити камеру. Втім, корпоративна етика ITC не вважає життя людей найвищою цінністю.
У минулому французькі та англійські війська стикаються в бою. Де Ванн здатний захопити леді Клер в бою, але Марек звільняє себе і Джонстона, вони вбивають де Ванна. Декер нападає на Марека та вкорочує його мочку вуха; Марек розуміє, що він і є той лицар, якого команда бачила в саркофазі раніше. Визнаючи свою долю, Марек бореться з Декером до його смерті. Він відновлює маркери і дає їх Кейт, Крісу та Джонстону, достатньо часу, щоб повернутися в сьогодення, попрощавшись перед цим. Пізніше, вже в Каслгарді, три археологи читають напис на саркофазі про Марека і Клер, що вони прожили радісне життя разом з трьома дітьми — Крістоф, Кетрін, Франсуа.

## Ролі
- Пол Вокер — Кріс Джонстон
- Френсіс О'Коннор — Кейт Еріксон
- Джерард Батлер — Андре Марек
- Біллі Конноллі — професор Едвард А. Джонстон
- Девід Тьюліс — Роберт Доніджер
- Анна Фріл — леді Клер
- Ніл Макдонаф — Френк Гордон
- Метт Крейвен — Стівен Крамер
- Ітан Ембрі — Джош Стерн
- Майкл Шин — лорд Олівер де Ванн
- Ламберт Вілсон — лорд Арно де Церволь
- Мартон Ксокас — сер Вільям де Кер/Вільям Декер
- Россіф Сазерленд — Франсуа Донтелл
- Патрік Сабонгуй — Джиммі Гомес
- Стів Каган — Бейкер

## Виробництво
Бойові сцени стали середньовічними реконструкціями. Річард Доннер обмежено використав комп'ютерну анімацію.

## Критика
Рейтинг на Rotten Tomatoes — 12 % свіжості.